# 1252
| [ Edytuj tabelę ]                          |                                                                              |
| Książę Małopolski                          | - 1243 Bolesław V Wstydliwy 1279                                             |
| Książę Wielkopolski                        | - 1239 Przemysł I 1257 - 1239 Bolesław Pobożny 1279                          |
| Król Angkoru                               | - 1244 Dżajawarman VIII 1295                                                 |
| Król Anglii                                | - 1216 Henryk III 1272                                                       |
| Król Aragonii i Walencji, hrabia Barcelony | - 1213 Jakub I Zdobywca 1276                                                 |
| Książę Bawarii                             | - 1231 Otto II 1253                                                          |
| Margrabia Brandenburgii                    | - 1220 Otto III 1267                                                         |
| Książę Burgundii                           | - 1218 Hugo IV 1272                                                          |
| Cesarz Bizancjum                           | - 1222 Jan III Dukas Watatzes 1254                                           |
| Car Bułgarii                               | - 1246 Michał I Asen 1256                                                    |
| Cesarz Chin                                | - 1224 Song Lizong 1264                                                      |
| Król Cypru                                 | - 1218 Henryk I 1253                                                         |
| Król Czech                                 | - 1230 Wacław I 1253                                                         |
| Król Danii                                 | - 1250 Abel 1252 - 1252 Krzysztof I 1259                                     |
| Władca Egiptu                              | - 1250 Ajbak 1257                                                            |
| Król Francji                               | - 1226 Ludwik IX Święty 1270                                                 |
| Król Gruzji                                | - 1246 Dawid VI Narin 1259                                                   |
| Hrabia Holandii                            | - 1234 Wilhelm II 1256                                                       |
| Cesarz Japonii                             | - 1246 Go-Fukakusa 1259                                                      |
| Kalif                                      | - 1242 Al-Must’asim 1258                                                     |
| Król Kastylii                              | - 1217 Ferdynand III Święty 1252                                             |
| Król Kastylii i Leónu                      | - 1230 Ferdynand III Święty 1252 - 1252 Alfons X Mądry 1284                  |
| Patriarcha Konstantynopola                 | - 1244 Manuel II 1255                                                        |
| Władca Korei                               | - 1213 Kojong 1259                                                           |
| Wielki książę litewski                     | - 1240 Mendog 1253                                                           |
| Cesarz Łaciński                            | - 1228 Baldwin II de Courtenay 1261                                          |
| Sułtan Maroka                              | - 1248 Abu Jahja Abu Bakr 1258                                               |
| Król Nawarry                               | - 1234 Tybald I 1253                                                         |
| Król Norwegii                              | - 1217 Haakon IV Stary 1263                                                  |
| Hrabia Palatynatu                          | - 1227 Otton I Bawarski 1253                                                 |
| Papież                                     | - 1243 Innocenty IV 1254                                                     |
| Król Portugalii                            | - 1248 Alfons III 1279                                                       |
| Sułtan Rumu                                | - 1246 Kajkawus II 1260 - 1248 Kilidż Arslan IV 1265 - 1249 Kajkubad II 1257 |
| Książę Rusi halickiej                      | - 1238 Daniel II 1264                                                        |
| Cesarz Rzymski (niemiecki)                 | - 1250 Konrad IV 1254                                                        |
| Książę Saksonii                            | - 1212 Albrecht I 1260                                                       |
| Król Serbii                                | - 1243 Stefan Urosz I 1276                                                   |
| Król Singasari                             | - 1248 Dżajawisznuwardhana 1268                                              |
| Król Szkocji                               | - 1249 Aleksander III 1286                                                   |
| Król Szwecji                               | - 1250 Waldemar Birgersson 1275                                              |
| Doża Wenecji                               | - 1249 Marino Morosini 1252 - 1252 Raniero Zeno 1268                         |
| Król Węgier                                | - 1235 Bela IV 1270                                                          |
| Wielki mistrz zakonu krzyżackiego          | - 1250 Günter von Wüllersleben 1252 - 1252 Poppo von Osterna 1256            |

Rok 1252 / MCCLII
stulecia: XII wiek ~
XIII wiek ~
XIV wiek

lata: 1242 «
1247 «
1248 «
1249 «
1250 «
1251 «
1252
» 1253
» 1254
» 1255
» 1256
» 1257
» 1262

## Wydarzenia w Polsce
- Książę gdański Świętopełk sprzedał Krzyżakom zamek Zantyr.
- Wiązów otrzymał prawa miejskie.

## Wydarzenia na świecie
- 15 maja – papież Innocenty IV wydał bullę Ad extirpanda, w której zezwolił na stosowanie tortur wobec heretyków.
- 1 czerwca – Alfons X został królem Kastylii i Leónu.
- Kodyfikacja procesu inkwizycyjnego w sądownictwie kościelnym.
- Pierwsza wzmianka o Sztokholmie.

## Urodzili się
- 25 marca – Konradyn, książę Szwabii, został obłożony klątwą przez papieża Klemensa IV (zm. 1268)

## Zmarli
- 3 lutego – Światosław III Gabriel, książę nowogrodzki, wielki książę włodzimierski (ur. 1196)
- 30 maja – Ferdynand III Święty, król Kastylii i Leónu, święty katolicki (ur. 1199)
- 12 czerwca – Otto I Dziecię, książę Brunszwiku (ur. 1204)
- 29 czerwca – Abel, król Danii, syn Waldemara II Zwycięskiego (ur. 1218)
- 4 listopada – Jan z Wildeshausen, dominikanin, generał zakonu (ur. ok. 1180)
- 26 listopada – Blanka Kastylijska, córka Alfonsa VIII Kastylijskiego, królowa Francji, żona Ludwika VIII Lwa (ur. 1188)
- data dzienna nieznana:
  - Zdzisława Czeska, czeska tercjarka dominikańska, święta katolicka (ur. 1215/1220)